# Раждането на Венера (Ботичели)
Вижте пояснителната страница за други значения на Раждането на Венера.
„Раждането на Венера“ (на италиански: Nascita di Venere) е картина на италианския художник от Тосканската школа Сандро Ботичели. Картината представлява живопис, с темперни бои върху платно с размери 172,5×278,5 см. В наше време е изложена в Галерия „Уфици“ във Флоренция.

## История
Биографът Джорджо Вазари в своите „Жизнеописания“ (1550) споменава, че картините на Ботичели „Раждането на Венера“ и „Пролет“ се съхраняват във вила „Кастело“ във Флоренция, принадлежаща на Козимо де Медичи. Голяма част от специалистите по история на изкуството приемат, че картината е нарисувана за Лоренцо ди Пиерфранческо де Медичи, владеещ Вила Кастело през 1486 г. Лоренцо е брат на Лоренцо Великолепни, херцогът на Флоренция. По-късни инвентарни записи на фамилията Медичи потвърждават, че Лоренцо е притежавал „Пролет“, а еднозначно доказателство, че именно той е поръчителят на „Раждането на Венера“, не е открито. Има и версия, според която Ботичели е нарисувал „Раждането на Венера“ не за Лоренцо де Медичи, а за един от своите знатни съвременници, а тя е станала собственост на Медичите по-късно.
Счита се, че модел за образа на Венера е Симонета Веспучи, която вероятно е родена в Портовенере на лигурското крайбрежие. Възможно е намек за това да се съдържа в сюжета на картината. Симонета е любовница на брата на Лоренцо Великолепни, Джулиано де Медичи.

## Сюжет
Картината представя мита за раждането на Венера (гр. Афродита Анадиомена). Голата богиня се носи към брега в отворена раковина, подухвана от вятъра. В лявата част на картината е представен западния вятър Зефир в обятията на своята съпруга нимфата Хлорида (рим. Флора) който духа върху раковината, създавайки вятър, напълнен с цветя. Описанието на бога на западния вятър Зефир, чийто дъх носи пролетта, се среща в Омир. Малко вероятно е Ботичели да е запознат с оригиналните гръцки или римски текстове.
Така например библиотеката на съвременниците на художника, със сходен с неговия социален произход, братята Бенедето и Джулиано да Маяно има общо 29 книги, половината от които са на религиозна тематика, а от класическите текстове присъства само биографията на Александър Македонски и творба на Тит Ливий. Вероятно и библиотеката на Ботичели е сходна по характер. Чрез своя съсед Джорджо Антонио Веспучи обаче Ботичели е включен в интелектуалния кръг на елита на Флоренция. Възможно е да е познавал поета Анджело Полициано (1454 – 1494), който в един от своите стихове описва раждането на Венера. Друг съветник на художник би могъл да е философът Марсилио Фичино (1433 – 1499), който се опитва да обедини класическата философия с християнството.
На брега Афродита/Венера е посрещната от една от Грациите.
Новост при Ботичели е използването на платно, а не дъска, за произведение от такъв голям размер. Той добавя и малко мазнина към пигментите, благодарение на което боите не се напукват. Установено е също, че Ботичели нанася върху картината защитен слой от яйчен жълтък, благодарение на което „Раждането на Венера“ се запазва добре.